# 11a Reef

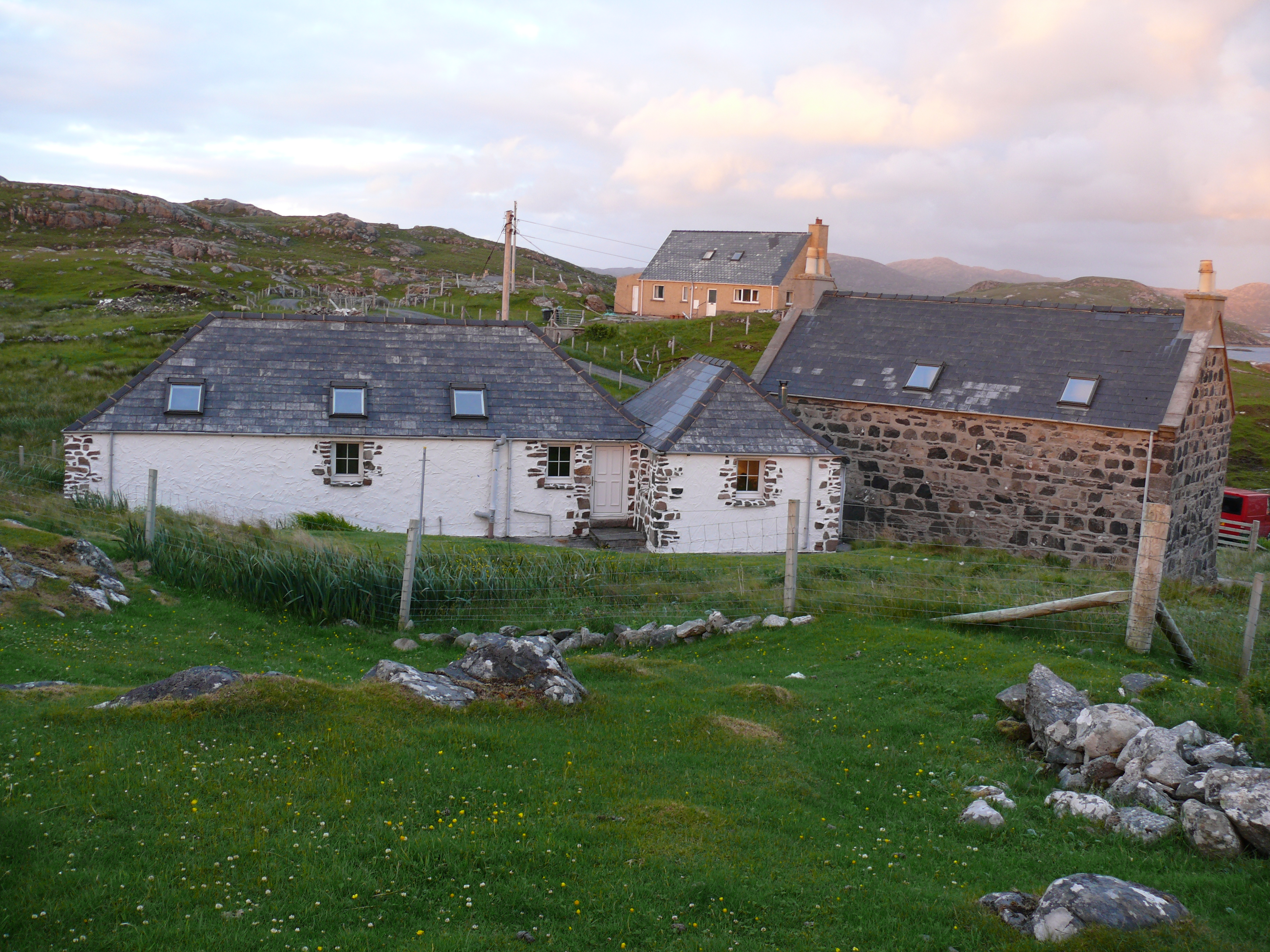
Im Bild ist 11b Reef. Rechts ist die Gebäuderückseite von 11a Reef zu sehen.

Unter der Adresse 11a Reef in der Ortschaft Reef auf der schottischen Hebrideninsel Lewis and Harris befindet sich eine Villa. 1988 wurde das Bauwerk in die schottischen Denkmallisten in der Denkmalkategorie C aufgenommen.

## Geschichte
Die Villa wurde als Dienstsitz des schottischen Landwirtschafts- und Fischereiamts (Department of Agriculture and Fisheries for Scotland, DAFS) im Jahre 1940 fertiggestellt. Sie wurde direkt neben ein Black House gesetzt, das 1921 auf den Grundmauern eines älteren Black Houses errichtet worden war und später als Stall genutzt wurde. Das heutige Haus 11b Reef wurde in den 1980er Jahren errichtet und ist von dem Denkmalschutz ausgenommen.

## Beschreibung
Das Gebäude befindet sich im Zentrum von Reef nahe der Westküste des Loch Roag gegenüber der Inseln Flodaigh auf der Halbinsel Valtos. Nordöstlich befindet sich der kleine Loch Lionais. Es ist im traditionellen Stil gestaltet. Seine südostexponierte Hauptfassade ist drei Achsen weit. Auf den äußeren Achsen sind im Erdgeschoss Fenster mit hölzernen Fensterpfosten eingelassen. Ehemals handelte es sich hierbei um achtflächige Sprossenfenster. Zwei walmbedachte Lukarnen durchbrechen die Traufe. In die ansonsten schmucklose rückwärtige Fassade ist eine einzelne Tür eingelassen. Das ursprüngliche Schieferdach wurde zwischenzeitlich durch eine Eindeckung aus Asbestzementziegeln ersetzt. Aktuell ist das Gebäude wieder schiefergedeckt. Das Satteldach schließt mit giebelständigen Kaminen.